# Easthampton
Easthampton és una ciutat dels Estats Units a l'estat de Massachusetts. Segons el cens del 2000 tenia 15.994 habitants.

## Demografia
Segons el cens del 2000, Easthampton tenia 15.994 habitants, 6.854 habitatges, i 4.167 famílies. La densitat de població era de 460,2 habitants/km².
Dels 6.854 habitatges en un 26,1% hi vivien nens de menys de 18 anys, en un 47,1% hi vivien parelles casades, en un 10,1% dones solteres, i en un 39,2% no eren unitats familiars. En el 30,4% dels habitatges hi vivien persones soles l'11,2% de les quals corresponia a persones de 65 anys o més que vivien soles. El nombre mitjà de persones vivint en cada habitatge era de 2,33 i el nombre mitjà de persones que vivien en cada família era de 2,93.
Per edats la població es repartia de la següent manera: un 21,1% tenia menys de 18 anys, un 7,5% entre 18 i 24, un 32,4% entre 25 i 44, un 24,8% de 45 a 60 i un 14,1% 65 anys o més.
L'edat mediana era de 39 anys. Per cada 100 dones de 18 o més anys hi havia 89,7 homes.
La renda mediana per habitatge era de 45.185 $ i la renda mediana per família de 54.312$. Els homes tenien una renda mediana de 36.446 $ mentre que les dones 28.756$. La renda per capita de la població era de 21.922$. Entorn del 5,9% de les famílies i el 8,9% de la població estaven per davall del llindar de pobresa.